# North Hempstead (Nueva York)
North Hempstead es un pueblo ubicado en el condado de Nassau en el estado estadounidense de Nueva York. En el año 2000 tenía una población de 222.611 habitantes y una densidad poblacional de 1,604.2 personas por km². North Hempstead es uno de los tres pueblos del condado, junto con Hempstead y Oyster Bay.

## Geografía
North Hempstead se encuentra ubicada en las coordenadas 40°45′32″N 73°35′17″O / 40.75889, -73.58806. Según la Oficina del Censo, la ciudad tiene un área total de 179 km² (69,1 mi²), de la cual 138,8 km² (53,6 mi²) es tierra y 40,2 km² (15,5 mi²) (22.47%) es agua.

## Demografía
Según la Oficina del Censo en 2000 los ingresos medios por hogar en la localidad eran de $96,517, y los ingresos medios por familia eran $115,697. Los hombres tenían unos ingresos medios de $60,094 frente a los $41,331 para las mujeres. La renta per cápita para la localidad era de $41,621. Alrededor del 4.8% de la población estaban por debajo del umbral de pobreza.

## Localidades
Villas
1. Baxter Estates
2. East Hills (parte; con Oyster Bay)
3. East Williston
4. Floral Park (parte; con Hempstead)
5. Flower Hill
6. Great Neck
7. Great Neck Estates
8. Great Neck Plaza
9. Kensington
10. Kings Point
11. Lake Success
12. Manorhaven
13. Mineola (parte; con Hempstead.)
14. Munsey Park
15. New Hyde Park (parte; con Hempstead.)
16. North Hills
17. Old Westbury (parte; con Oyster Bay.)
18. Plandome
19. Plandome Heights
20. Plandome Manor
21. Port Washington North
22. Roslyn
23. Roslyn Estates
24. Roslyn Harbor (parte; con Oyster Bay.)
25. Russell Gardens
26. Saddle Rock
27. Sands Point
28. Thomaston
29. Westbury
30. Williston Park

 Aldeas 
1. Albertson
2. Carle Place
3. Garden City Park
4. Glenwood Landing (parte; con Oyster Bay.)
5. Great Neck Gardens
6. Greenvale (parte; con Oyster Bay.)
7. Harbor Hills
8. Herricks
9. Lakeville Estates
10. Manhasset
11. Manhasset Hills
12. New Cassel
13. New Hyde Park
14. North New Hyde Park
15. Port Washington
16. Roslyn Heights
17. Saddle Rock Estates
18. Searingtown
19. University Gardens